# George Forsythe
Ne doit pas être confondu avec George Forsyth.
George Elmer Forsythe (né le 8 janvier 1917 à State College en Pennsylvanie, mort le 9 avril 1972 à Stanford (Californie)) est un mathématicien et informaticien américain, spécialiste en analyse numérique. Il est surtout connu comme le fondateur et le directeur du département d'informatique de l'université Stanford.

## Biographie
Forsythe est issu d'une famille de quakers. Son père Warren Forsythe est professeur de médecine à l'Université du Michigan à Ann Arbor, où George Forsythe grandit. Il étudie les mathématiques à partir de 1933 au Swarthmore College, puis à partir de 1937 à l'Université Brown, où il soutient une thèse de Ph.D. en 1941 sous la supervision de Jacob Tamarkin et William Feller intitulée promoviert wurde (Riesz Summabilitly Methods of Order r, for R (r) < 0, Cesaro Summability of Independent Random Variables). Durant la seconde Guerre mondiale il travaille comme chercheur en météorologie d'abord à l'université de Californie à Los Angeles (UCLA), puis au département de la Défense des États-Unis et pour les United States Air Force à Asheville. De ces recherches est issu en 1945 le livre Dynamic Meteorology avec William Gustin et Jörgen Holmboe. En 1945, il passe une année chez Boeing à Seattle, où il introduit le premier ordinateur à cartes perforées, puis il travaille chez John Holmboe à la faculté de météorologie à l'UCLA. En 1948 il change pour la section de mathématiques numériques au  National Institute of Standards and Technology à Los Angeles, où il accompagne le développement d'un ordinateur pour les prévisions météorologiques, l'ordinateur SWAC. À la dissolution de l'institut en 1954, Forsythe et d'autres collègues passent à l'UCLA. En 1955-1956 il est au Courant Institute of Mathematical Sciences et, à partir de 1957, professeur à l'université Stanford. C'est là qu'il crée en 1961 un département d'informatique qui devient en 1965 un département indépendant, dirigé par Forsythe jusqu'à sa mort. Il en fait l'un des centres leader de l’informatique aux États-Unis. En 1966-67 il passe une année en Europe dans divers universités et centres de calcul.
George Forsythe est marié depuis 1941 avec Alexandra Illmer Forsythe qui a étudié les mathématiques en même temps que lui. Ils ont un fils et une fille, Diana E. Forsythe (en).
Forsythe est président de l’Association for Computing Machinery (ACM) de 1964 à 1966 ; il est éditeur de la série Automatic Computation chez Prentice Hall. Il publie en 1956 une bibliographie de livres russes de mathématiques. Parmi ses thésards, il y a Richard P. Brent et Cleve Moler.
D'après Donald Knuth, le plus grand mérite de Forsythe est d'avoir aidé à établir l'informatique comme une discipline académique à part entière, et de faire commencer ce domaine par l'évaluation et l'édition d'algorithmes en tant que travail scientifique.

## Publications

### Livres
- (1945) avec Jörgen Holmboe et William Gustin, Dynamic Meteorology, Wiley/Chapman and Hall, 1945, xvi+378
- (1956) Bibliography of Russian Mathematics Books, New York, Chelsea, 1956, 106 p.
- (1958) avec Paul C. Rosenbloom, Numerical Analysis and Partial Differential Equations: Contemporary State of Numerical Analysis, and Linear Partial Differential Equations, Wiley, 1958 - réimpression Literary Licensing, LLC 2013
- (1960) avec Wolfgang Wasow (en), Finite-Difference Methods for Partial Differential Equations, Wiley puis Dover, 1960 puis 2004, 444 p.
- (1967) avec Cleve Moler, Computer Solution of Linear Algebraic Systems, Prentice-Hall, 1967, 153 p.
- (1977) avec Michael A. Malcolm et Cleve Moler, Computer methods for mathematical computations, Prentice-Hall, 1977  - Ce livre n'était que partiellement terminé au moment de la mort de Forsythe.

### Articles
- « Solving linear algebraic equations can be interesting », Bull. AMS, vol. 59,‎ 1953, p. 299–329
- « What to do till the computer scientists comes », American Mathematical Monthly, vol. 75,‎ 1968, p. 454 (a obtenu le Prix Lester Randolph Ford)
- « Pitfalls in computation, or why a math book isn´t enough », American Mathematical Monthly, vol. 77,‎ 1970, p. 931 (a également obtenu le Prix Lester Randolph Ford)

L'article de Knuth dans les Communications de l'ACM contient une liste des publications de Forsythe.